# 安徽海螺水泥
安徽海螺水泥股份有限公司（アンホイハイロースイニーグーフェンヨーシェングース:略称アンフイ・コンチ、SEHK: 914)は、中国のセメントメーカー。年間セメント生産能力は約7000万トンで、アジア最大の生産能力を誇る。